# Адольф Робінсон
Адольф Робінсон (нім. Adolf Robinson; 8 липня 1838, Станіслав — 25 серпня 1920, Відень) — австрійський баритон, який мав велику оперну кар'єру протягом другої половини XIX століття. Його великий сценічний репертуар містив численні вагнерівські ролі, такі як Вотан у циклі «Перстень Нібелунга» та Ганс Сакс у «Нюрнберзьких мейстерзінгерах». Інші основні здобутки його кар'єри включали провідні ролі у «Вільгельмі Теллі» Россіні, «Дон Жуані» Моцарта, «Ріголетто» Верді, «Зампі» Герольда та «Der Templer und die Jüdin» Маршнера.
Робінсон навчався у Прока і Леві у Відні і здобув освіту в знаменитій школі співу Франческо Ламперті в Мілані. У 1857 році він дебютував в Театрі Оломоуця у ролі Карло у «Ернані» Верді. З 1862 року він співав у Граці в Берлінській опері. Він також був задіяний в Німецькому театрі в Празі, в Оперному театрі в Гамбурзі, в міському театрі Вроцлава і в муніципальному театрі Бремена. В той же час він залишив роботу після тривалих виступах в оперних театрах німецькомовного світу. Чотири рази він подорожував до Північної Америки, де в 1884—89 з великим успіхом виступав на нью-йоркській «Метрополітен-опері». Там він співав у 1887 році на прем'єрі опери Віктора Несслера «Der Trompeter von Säkkingen».
25 січня 1888 він зіграв роль Ґунтера в американській прем'єрі «Загибелі богів» Вагнера. Він також з'явився у ролі Курвенала в нью-йоркській прем'єрі «Трістана та Ізольди» в 1886 році. Подальші гостьові виступи в Північній Америці включали виступи в Бостоні, Філадельфії, Чикаго, Цинциннаті, Сент-Луїсі і Сан-Франциско.
Починаючи з 1892 року, Робінсон жив у Брно і ввійшов до трупи місцевого оперного театру як гість, але присвятив себе інтенсивній освітній діяльності. Зрештою він осів, влаштувавшись вчителем у Відні; найвідомішим його учнем був великий тенор Лео Слезак.
Його дружина, Леонора Робінсон (уроджена Леонор Хан Едл фон Ханенхайм), також була оперною співачкою. Її навчала пані Маршнер у Віденській консерваторії, а в 1869 році організувала дебют у Віденській опері. Пізніше вона перейшла в оперний театр Гамбурга і супроводжувала свого чоловіка під час його гостьових виступів у Німеччині, Амстердамі, Лондоні та Сполучених Штатах, де співала такі ролі, як Донна Анна в «Дон Жуані» і Леонори у «Фіделіо». Вона також виступила в Metropolitan Opera. У 1882—83 брала участь у європейському турі з подорожуючим Вагнерським театром та імпресаріо Анджело Нойманом. Дві дочки співочої пари також мали музичну кар'єру: Ада фон Вестгофен-Робінсон (1878—1914) і Луїза Робінсон (1884—1934).